# Anupong Paochinda

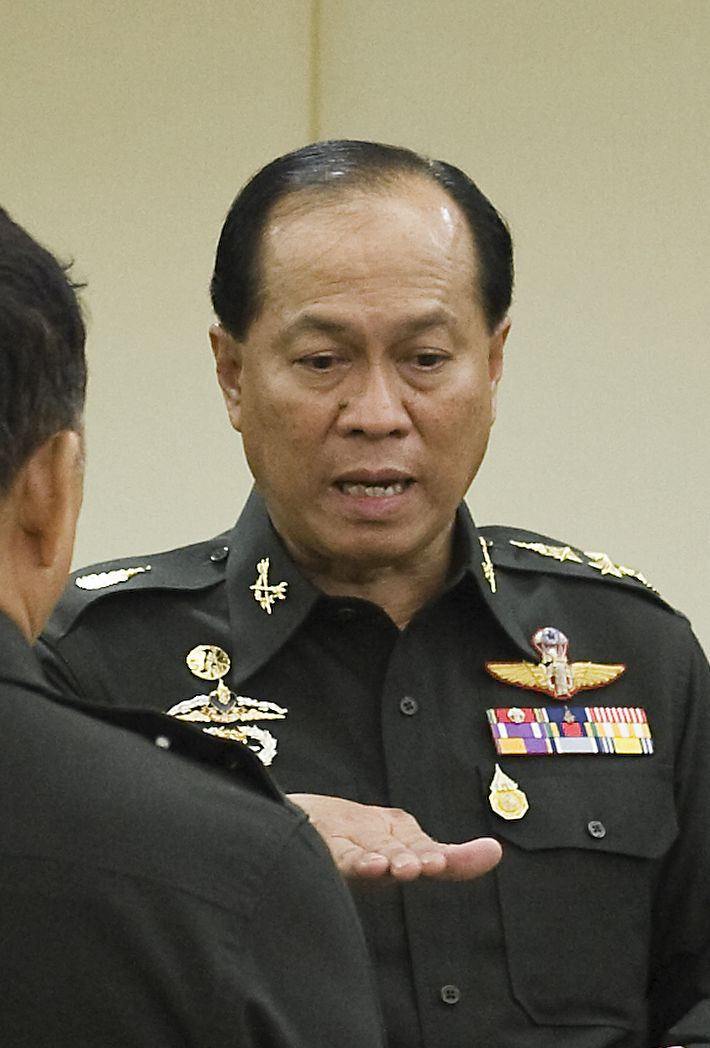
Anupong Paochinda.

Anupong Paochinda (en tailandés: อนุ พง ษ์ เผ่า จินดา) (Bangkok  10 de octubre de 1949) es un militar de Tailandia, Comandante en Jefe del Real Ejército Tailandés. Fue un miembro del Consejo de Seguridad Nacional, la junta militar que llevó a término el golpe de Estado de 2006 que depuso al primer ministro Thaksin Shinawatra.
Recibió la educación militar en las academias preparatorias de las fuerzas armadas y en la Real Academia de Chulachomklao. Se diplomó en Ciencias Políticas en la Universidad de Ramkhamhaeng en 1993 y posee un máster de la Escuela de Defensa Nacional de Tailandia y en el National Institute of Development Administration de la Universidad de Thammasat.
Ha sido comandante del 21 ª Batallón del Ejército, comandante del batallón de mosqueteros de la Reina Sirikit, comandante de la 1 ª División del Ejército, comandante adjunto y comandante de la 1 ª Zona de Ejército. Fue seleccionado por el Consejo de Ministros de Tailandia para ocupar el cargo de Comandante en Jefe del Real Ejército Tailandés el 19 de septiembre de 2007 y nombrado por el rey Bhumibol Adulyadej el 1 de octubre del mismo año, sustituyendo a Sonthi Boonyaratglin.
El 2 de septiembre de 2008, fue nombrado por el primer ministro, Samak Sundaravej, como jefe de las fuerzas encargadas de poner orden en Bangkok en los disturbios que se sucedían desde agosto y que obligaron a declarar el estado de emergencia en la capital tailandesa.